# Хобокен, Антони ван
Антони ван Хобокен (нидерл. Anthony van Hoboken, 23 марта 1887, Роттердам, Нидерланды, — 1 ноября 1983, Цюрих, Швейцария) — голландский музыковед, известный составлением полного каталога произведений Йозефа Гайдна.

## Биография
Родился в семье богатого судовладельца. Некоторое время учился на инженера в Делфте, но, унаследовав значительное состояние, переехал в 1909 году во Франкфурт-на-Майне и поступил в местную консерваторию. Позднее Хобокен переехал в Мюнхен, а затем в Вену, где вскоре начал собирать коллекцию первых и старинных изданий нотной литературы и литературы по музыкальной теории широтой охвата от Баха до Брамса, а также фотографических копий нотных рукописей. В конечном счёте коллекция Хобокена включила в себя около 8 тысяч книг, из них около тысячи изданий произведений Гайдна, а также около 60 тысяч копий рукописей, некоторые из оригиналов которых затем были утрачены. Позднее библиотека и архив Хобокена были приобретены Австрийской национальной библиотекой в Вене. В 1938 году Хобокен эмигрировал из захваченной нацистами Вены в Швейцарию, где провёл остаток своей жизни.
Ещё в 1927 году Хобокен замыслил создать полный систематический каталог произведений Йозефа Гайдна (нем. J. Haydn, Thematisch-bibliographisches Werkverzeichnis, сокращённо нем. Hoboken-Verzeichnis). Первый том каталога вышел в 1957 году, оставшиеся два в 1972 и 1977 годах соответственно. В настоящее время произведения Гайдна часто определяются по каталогу Хобокена (кратко обозначаемому Hob или H), где произведения (нумеруемые в каждом разделе арабскими цифрами) сгруппированы по своим жанрам в разделы, обозначаемые римскими цифрами, дальнейшее разграничение разделов на подразделы обозначается латинскими буквами. Так, симфония № 104 будет обозначаться Hob I:104, концерт для трубы с оркестром — Hob VIIe:1.